# Anton Repnik
Anton Repnik, slovenski samouki slikar, * 13. december 1935, Sv. Vid nad Vuzenico, † 11. februar 2020, Slovenj Gradec.

## Življenje
Na željo staršev se je izučil za čevljarja, vendar se je kasneje invalidsko upokojil. Z ženo si je uredil dom na Muti na Koroškem, kjer je večino svojega časa umetniško ustvarjal. V tej hiši je s sinom Janezom Repnikom ustvaril Galerijo Repnik.
Anton Repnik je svoja dela prvič predstavil javnosti leta 1963 v Celju na razstavi Slovenski samouki. Leto zatem ga je opazila slovenska kritika, zanj pa se je začela zanimati tudi javnost. Leta 1965 so o njem posneli film z naslovom Žareče oči. Od leta 1963 je razstavljal na mnogih razstavah v Sloveniji in v tujini, ilustriral pa je tudi izdajo Vorančevih Samorastnikov iz leta 1975 in Levstikovega Martina Krpana iz leta 1983.
Za likovno ustvarjanje je prejel številne nagrade, med njimi Zlato plaketo občine Tabor leta 1977 in Bernekerjevo plaketo za ustvarjalne dosežke leta 1987.
Po hudi bolezni je 11. decembra 2020 umrl v Slovenj Gradcu.

### Anton Repnik kot samorastniški slikar
Termin samorastniki se je uveljavil za umetnike, ki se niso formalno izobraževali na umetniških akademijah. Njihovo delo se uvršča v kategorijo naivnega slikarstva, ki ga odlikujejo izvirnost, avtentičnost in neobremenjenost s tehnično dovršenostjo. Čeprav izraz »naiven« včasih nosi negativen prizvok, v umetniškem kontekstu opisuje poseben slogovni pristop, ki ga zaznamujejo iskren in oseben pogled na svet ter močan ekspresiven naboj.
Repnik je, tako kot drugi samorastniki, npr. Jože Tisnikar in Jože Horvat - Jaki, ustvarjal dela, ki so pristna pričevanja svojega časa in prostora. Njegove slike so polne simbolike in metaforike, ki izhajajo iz ljudskih bajanj, strahov in verovanj. Kaže prvine ekspresionizma in dekorativnosti, ki sta značilni za naivno slikarstvo. Njegove figure so deformirane in plastične, obleke pa so spremenjene v ploskovite arabeske. Barve so živahne in kompaktne, kompozicije pa preproste in neposredne. Repnikovo delo izraža iskren in oseben pogled na svet, ki ga loči od akademsko šolanih umetnikov. Njegove slike so prežete z močnim ekspresivnim nabojem in simbolnimi pomeni, ki izhajajo iz njegovih doživetij. Čeprav Repnik morda ni obvladal vseh tehničnih vidikov slikarstva na akademski ravni, je moč njegove umetniške izpovedi tolikšna, da morebitne tehnične pomanjkljivosti postanejo nepomembne. Bistvo njegove umetnosti je v njeni pristnosti in iskrenosti. Kot samorastnik je ustvarjal neposredno iz svoje notranjosti in osebnih doživetij, s čimer še danes nagovarja gledalca.

### Vsebina in formalne značilnosti Repnikovih del
Repnikova dela so prežeta z motivi iz sveta preprostih ljudi, delavcev in kmetov. Upodabljal je žanrske prizore, njihovo stisko, veselje, garanje in prizore iz narave. Zaradi vsebine njegovih slik, izbire likovnih sredstev, začetne nespretnosti in pomanjkanja barvnih pigmentov, ga je stroka uvrščala med naivne umetnike, čeprav se sam ni želel omejiti s to oznako. Njegovi glavni motivaciji za ustvarjanje sta bili iskrena izpoved in prikaz življenjskih resnic v svojem likovnem jeziku.

### Repnikova umetniška pot po obdobjih

#### Repnikovi začetki in vplivKarla Pečka
Repnikova umetniška pot se je začela leta 1963 na razstavi Slovenski samouki v Celju. Do takrat je slikar že izoblikoval svoj prepoznaven slog, ki ga je ohranil skozi celotno ustvarjanje. Pomembno vlogo pri njegovem umetniškem razvoju je imel slikar Karel Pečko, ki je v samem začetku prepoznal njegov talent ter ga spodbudil k nadaljnjemu ustvarjanju in razstavljanju svojih del.

#### Ekspresionistično obdobje (1963–1968)
Repnikov slog v tem obdobju zaznamuje ekspresivna izraznost, ki se kaže v močnih konturah, živih barvnih nanosih in poudarjeni telesnosti figur. Motivno se je Repnik v tem obdobju posvečal različnim prizorom, vezanim na življenje preprostega človeka. Zanimali so ga kmečka opravila, veseljačenja, poroke, pogrebi, posamezniki in njihove usode ter fantazijske prikazni, pojavila pa so se tudi prva namigovanja na nekatere človeške slabosti. Slednje so že zametki kasnejšega smešenja človeških situacij in usod. Repnikova dela izražajo nasprotja življenja: veselje in žalost, moč in nemoč, življenje in smrt.
Repnik je že v začetku svoje slikarske poti izoblikoval poseben tip človeške figure z značilnim obrazom, velikimi delovnimi rokami in lopatastimi stopali. Figure so pogosto deformirane, kar ustvarja groteskne podobe. Obrazi posameznih figur so si med seboj zelo podobni ne glede na spol ali starost. Med moškim in žensko lahko tako razlikujemo le po oblačilih, starost pa je skoraj vedno nedoločljiva. Gledalca posebno pritegnejo velike žareče oči, po katerih je Repnik tudi pridobil vzdevek »slikar žarečih oči«. Posebno pri prizorih, kjer je upodobljena množica ljudi, opazimo neskladje v gibanju figur, ki ni preštudirano. Figure delujejo breztelesne in spominjajo na marionete, izpovednost pa je omejena le na njihov obraz. Posebno pozornost je Repnik posvečal tudi upodabljanju živali in njihovi karakterizaciji. Izrazi živali so zelo podobni človeškim, zato delujejo živali počlovečene.
Barvna paleta je v tem obdobju pretežno temna s prevladujočimi rjavimi in zelenimi toni. Inkarnat je rjavo-siv, redkeje z vijoličnim nadihom. Barva je uporabljena za gradnjo telesnosti, ne pa za ustvarjanje harmoničnih barvnih kompozicij. Čeprav se Repnik nikoli ni ukvarjal s problemom svetlobe, je v njegovih delih moč opaziti razpršeno svetlobo, razlito čez platna. Ne gre za premišljeno teatralno osvetlitev, pač pa ta daje občutek spontanosti ali celo slučajnosti.

#### Preobrat v slogu po letu 1970
Leto 1970 predstavlja prelomnico v Repnikovem ustvarjanju. Ekspresivnost prejšnjega obdobja se umiri in preide v določeno maniro. Na ta preobrat je vplivala vse večja uveljavitev naivne umetnosti, ki je s svojimi normami in pravili omejila Repnikovo ustvarjalno svobodo.
Kljub spremembam je Repnik ohranil svoj osebni rokopis, čeprav v poenostavljeni obliki. Motivno in tematsko je ostal zvest podobam iz življenja malega človeka, ki ga je prikazoval s pridihom humorja in sarkazma. Tako dela pogosto delujejo tragikomično, kot npr. Pod težo življenja, Tu imaš za svoje delo, Ljudje pri koritu, Svetovna komedija ipd. Repnikova dela v tem obdobju postanejo bolj družbeno kritična, vendar vedno s humorno lahkotnostjo, s katero je opozarjal na tragičnost človeških usod. Vsebina postane dominantna in popolnoma zasenči formalno obdelavo.
Kompozicija ostaja trdna, vendar risba postane bolj izrazita in omejuje enakomerne barvne ploskve. Telesnost je zgrajena z različno barvno intenzivnostjo, brez senc in svetlobe, kar ustvarja plakatni učinek. Prostor po letu 1970 izgubi svoj pomen in postane nevtralno barvno ozadje. Figure lebdijo v tem brezprostorju, kar še dodatno poudari plakatnost del. Perspektiva je spontana in otroško neposredna.
V tem obdobju nastaneta tudi cikla ilustracij za Prežihove Samorastnike (1970) in Levstikovega Martina Krpana (1983). V obeh se Repnik odmakne od dobesednega ilustriranja in ustvari svojo lastno likovno pripoved. V Samorastnikih se Repnik dokončno opredeli za žive, osnovne barve, ki postanejo glavni nosilec sporočila.